# Легка дивізія
Легка дивізія — основне тактичне з'єднання в збройних силах ряду держав, яка призначена для виконання тактичних та оперативно-тактичних завдань у складі загальновійськового угруповання військ, а в деяких випадках і самостійно у тісній взаємодії зі з'єднаннями, частинами та підрозділами інших родів військ і спеціальних військ Сухопутних військ в різних умовах.

## Зміст
Легкі дивізії формувалися в складі багатьох армій і належала до формувань або піхоти або танкових військ. Наприклад, у складі сухопутних військ Великої Британії британська з 1803 року існувала «легка дивізія», яка була легкоманевреним з'єднанням на полі бою і призначалася для швидкого просування по території, зайнятій противником та застосування снайперської тактики ведення бою з переважними силами супротивника до моменту зіткнення основних сил. Дивізія проіснувала до 2007 року і мала величезний бойовий досвід ведення бойових дій у безлічі війн та конфліктів.
Надалі спроби створити легкі піхотні дивізії здійснювала низка країн. У німецькому Вермахті було сформовано 7 легких піхотних дивізій, які становили собою легку піхоту на рухомій базі для швидкого просування в ході наступу або рейду. Наприкінці 20 століття американське військове керівництво розпочало формування легких піхотних дивізій. За оцінкою американських військових експертів, легка піхотна дивізія є якісно новим типом загальновійськового з'єднання сухопутних військ. Вона призначалася для швидкого перекидання повітрям і ведення бойових дій в конфліктах низької інтенсивності в основному на слабо обладнаних ТВД в складних фізико-географічних умовах (гори і пустелі Південно-Західної Азії, ліси Центральної і Південної Америки, Африка і зона Тихого океану). Досліджувалися також питання бойового застосування дивізій такого типу і на Європейському театрі війни у складі передового угруповання збройних сил США при веденні бойових дій середньої і високої інтенсивності відповідно до концепції «повітряно-наземна операція (битва)».
Водночас здійснювалися спроби сформувати моторизовані частини, оснащені легкою броньованою технікою для підтримки дій піхоти та танкових формувань на полі бою. Німецький Вермахт мав 8 легких дивізій, які по суті становили полегшені танкові дивізії і мали менше танків, але набагато більше бронеавтомобілів у своєму складі. Після Польської та Французької кампаній легкі дивізії були переформовані на танкові.
| Порівняльна таблиця дивізій Вермахту |                 |                      |               |
| Склад формування                     | Танкова дивізія | Моторизована дивізія | Легка дивізія |
| Особового складу                     |                 |                      |               |
| Офіцерів                             | 394             | 492                  | 332           |
| Цивільного персоналу                 | 115             | 133                  | 105           |
| Фельдфебелів та унтер-офіцерів       | 1962            | 2456                 | 1616          |
| Солдатів                             | 9 321           | 13 364               | 8 719         |
| Всього:                              | 11 792          | 16 445               | 10 772        |
| Озброєння та військової техніки      |                 |                      |               |
| Кулеметів                            | 226             | 504                  | 466           |
| Мінометів                            | 48              | 138                  | 66            |
| 75-мм піхотних гармат                | 8               | 24                   | 12            |
| 37-мм протитанкових гармат           | 48              | 72                   | 54            |
| 105-мм гаубиць                       | 16              | 36                   | 24            |
| 150-мм гаубиць                       | 8               | 12                   | —             |
| 20-мм зенітних гармат                | 12              | 12                   | 12            |
| Бронеавтомобілів                     | 10              | 30                   | 70-131        |
| Бронетранспортерів                   | 412             | 30                   | 217           |
| Танків                               | 324             | —                    | 86            |
| Вантажівок                           | 1402            | 1687                 | 1868          |
| Автомобілів                          | 561             | 989                  | 595           |
| Мотоциклів                           | 1289            | 1323                 | 1098          |
| Коляски до мотоциклів                | 711             | 621                  | 606           |

## Галерея
Емблеми легких дивізій Вермахту

1-ша легка дивізія (Третій Рейх)
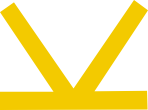
999-та легка африканська дивізія (Третій Рейх)
164-та легка африканська дивізія (Третій Рейх)